# Dekanat Przemyśl II
Dekanat Przemyśl II – dekanat archidiecezji przemyskiej, w archiprezbiteracie przemyskim.

## Historia
W 1968 roku dekretem bpa Ignacego Tokarczuka został utworzony dekanat przemyski II.
W latach 1994–1997 dziekanem był ks. prał. Stanisław Zarych. Obecnie dziekanem jest ks. prał. Marian Koźma.

## Parafie
- Buszkowice – pw. Najświętszej Maryi Panny Królowej[3]
- Kuńkowce – pw. Matki Bożej Częstochowskiej[3]
  - Łętownia – kościół filialny pw. św. Stanisława Kostki
  - Bełwin – kościół filialny pw. św. Jana z Dukli
  - Wapowce – kościół filialny pw. św. Mikołaja Biskupa
- Ostrów – pw. św. Marii Magdaleny[3]
- Przemyśl – pw. św. Brata Alberta[3]
- Przemyśl – pw. Trójcy Przenajświętszej[3]
- Przemyśl – pw. św. Józefa Sebastiana Pelczara[3]
- Przemyśl (Kazanów) – pw. św. Benedykta, Cyryla i Metodego[3]
- Przemyśl (Kmiecie) – pw. Najświętszej Maryi Panny Królowej Polski[3]
- Przemyśl (Lipowica) – pw. św. Stanisława Biskupa[3] (Salezjanie)
- Przemyśl (Rycerskie) – pw. Miłosierdzia Bożego[3]
- Przemyśl – pw. św. Józefa[3] (Salezjanie)

## Zgromadzenia zakonne
- Przemyśl – xx. Salezjanie (1907)
- Przemyśl (Lipowica) – xx. Salezjanie (1986)
- Przemyśl – ss. Benedyktynki (1616)
- Przemyśl – ss. Felicjanki (1910, 1946)
- Przemyśl – ss. Opatrznościanki (1906)
- Przemyśl – ss. Serafitki (1972)
- Przemyśl – ss. Sługi Jezusa (1946)